# Martin Haspelmath
 (septembre 2022).
Si vous disposez d'ouvrages ou d'articles de référence ou si vous connaissez des sites web de qualité traitant du thème abordé ici, merci de compléter l'article en donnant les références utiles à sa vérifiabilité et en les liant à la section « Notes et références ».
Martin Haspelmath (en allemand : [ˈmaʁtiːn ˈhaspl̩maːt] ; né le 2 février 1963 à Hoya, en Basse - Saxe) est un linguiste allemand, spécialiste de typologie linguistique. Chercheur à l'Institut Max Planck d'anthropologie évolutive de Leipzig, il y travaille de 1998 à 2015 puis à partir de 2020. Entre 2015 et 2020, il travaille à l'Institut Max Planck pour la science de l'histoire humaine. Il est aussi professeur honoraire de linguistique à l'Université de Leipzig. 

## Carrière
Haspelmath est l'un des éditeurs du World Atlas of Language Structures (WALS) et de la base de données en ligne Glottolog, l'un des fondateurs de l'éditeur en libre accès Language Science Press, et travaille sur une aire linguistique européenne. Outre la typologie, ses intérêts de recherche incluent la théorie syntaxique et morphologique, le changement linguistique et le contact des langues.
Il est membre de l'Academia Europaea. 
Il reçoit le titre de docteur honoris causa de l'université de Liège en 2022. 